# 中村幸彦
中村 幸彦（なかむら ゆきひこ、1911年7月15日 - 1998年5月7日）は、日本の近世文学研究者。博士（京都大学・1962年）（学位論文『戯作論』）。

## 来歴
兵庫県津名郡由良町（現：洲本市由良3丁目）に父・中村安郎、母・しげの次男として生まれる。旧制洲本中学校、1935年、京都帝国大学文学部国文科卒業。1940年、天理図書館司書となり、京都帝国大学大学院を退学。1949年、天理大学教授、1958年、九州大学文学部教授となる。1962年『戯作論』で京都大学の博士号を取得。1971年、九州大学を退職、関西大学教授に就任。
1981年、『此ほとり一夜四歌仙評釈』で第32回読売文学賞受賞。1982年から『中村幸彦著述集』の刊行開始（1989年7月まで）。1987年、朝日賞と大阪文化賞を受賞。中村本人は様々な栄誉受賞を固辞していたという。
1998年5月7日、87歳で死去。没後、所蔵資料は関西大学図書館に譲渡され、「中村幸彦文庫」と名付けられた。

## 人物
- 厳密な実証的研究により、近世文学研究に多大な貢献をした。
- 代表作『戯作論』は、近世戯作を詳細に検討、一般には風刺文学などと言われるが、うがち、ちゃかし等が本領であり、風刺の名には値しないと述べた。
- 自らの研究対象に近代的な幻想を投影しない著述姿勢は他に冠絶しており、論文は数多かったが『近世文藝思潮攷』に収録された以外では、『中村幸彦著述集』（全15巻）が出されるまで、大学紀要などで探すしかなかった。
- 門下生の近世文学者には中野三敏がおり、『本道楽』（講談社）で回想している。

## 著作
- 『仁斎日記抄』生活社 1946
- 『近世作家研究』三一書房 1961
- 『近世小説史の研究』桜楓社出版 1961
- 『戯作論』角川書店 1966／角川選書クラシックス 2025
- 『近世文芸思潮攷』岩波書店 1975
- 『此ほとり一夜四歌仙評釈』角川書店 1980
- 『俳諧百韻評釈--宗因独吟』富士見書房 1989

### 著作集
- 『中村幸彦著述集』全15巻、中央公論社 1984-1989

1. 近世文芸思潮論
2. 近世的表現
3. 近世文芸〔ヨウ〕稿
4. 近世小説史
5. 近世小説様式史考
6. 近世作家作品論
7. 近世比較文学攷
8. 戯作論
9. 俳諧瑣説
10. 舌耕文学談
11. 漢学者記事
12. 国学者紀譚
13. 近世世語
14. 書誌聚談
15. 菜色子雑筆

### 校注・編著ほか
- 十返舎一九『東海道中膝栗毛　日本古典文学全集』小学館、1974、新編1995
- 松浦静山『甲子夜話』全20巻、平凡社〈東洋文庫〉 1977-1983 - 中野三敏と共校訂
- 『随筆百花苑』全15巻、中央公論社 1979-1984 - 森銑三・野間光辰・朝倉治彦と編集委員
- 『角川古語大辞典』全5巻、角川書店 1982-1999 - 阪倉篤義・岡見正雄と編集委員
- 岩波書店『新日本古典文学大系』『日本思想大系』- 多くの巻を校注担当